# Celama dimera
Celama dimera är en fjärilsart som beskrevs av Paul Dognin 1912. Celama dimera ingår i släktet Celama och familjen trågspinnare. Inga underarter finns listade i Catalogue of Life.